# Paul McGillion
Paul McGillion (* 5. ledna 1969 Paisley) je skotský herec žijící a pracující v Kanadě. Jeho rodina se přestěhovala do Kanady, když mu byly dva roky.V jeho jedenácti letech se s rodinou přestěhoval na tři roky zpět do Skotska, kde jeho otec pracoval na ropných plošinách. Je šestý ze sedmi dětí.

## Herecká kariéra
V letech 1998 a 1999 vyučoval na Filmové škole ve Vancouveru. V roce 2004 dostal v seriálu Hvězdná brána: Atlantida roli skotského lékaře Carsona Becketta. Původně byl obsazen jako opakující se host, ale jeho charakter se v první sezóně objevoval tak často, že byl povýšen na hlavního hrdinu v druhé a třetí sezóně, a vrátil se zpět jako periodický charakter v sezónách čtyři a pět, kde vystupoval jako klon již zesnulého Becketta. Hrál také roli mladého Ernesta Littlefielda v epizodě Tantalova muka v první sezóně seriálu Hvězdná brána.
Jako důstojník v kasárnách se objevil ve filmu Star Trek (2009).

## Rodina
V roce 2010 si vzal Courtney Armstrongovou a 5. srpna 2012 se jim narodil syn Hugh Terence Philip McGillion.